# Peru International 2005
Die Peru International 2005 im Badminton fanden vom 21. bis zum 24. April 2005 in Lima statt.

## Sieger und Platzierte
| Disziplin    | Gold                              | Silber                               | Bronze                              |
| ------------ | --------------------------------- | ------------------------------------ | ----------------------------------- |
| Herreneinzel | Bobby Milroy                      | Keishi Kawaguchi                     | Conrad Hückstädt                    |
| Herreneinzel | Bobby Milroy                      | Keishi Kawaguchi                     | Pedro Yang                          |
| Dameneinzel  | Yuan Wemyss                       | Anna Rice                            | Noriko Okuma                        |
| Dameneinzel  | Yuan Wemyss                       | Anna Rice                            | Nina Weckström                      |
| Herrendoppel | Keishi Kawaguchi Toru Matsumoto   | José Antonio Crespo Nicolás Escartín | Anders Kristiansen Simon Mollyhus   |
| Herrendoppel | Keishi Kawaguchi Toru Matsumoto   | José Antonio Crespo Nicolás Escartín | Naoki Kawamae Yusuke Shinkai        |
| Damendoppel  | Noriko Okuma Miyuki Tai           | Helen Nichol Charmaine Reid          | Michelle Douglas Yuan Wemyss        |
| Damendoppel  | Noriko Okuma Miyuki Tai           | Helen Nichol Charmaine Reid          | Jennifer Coleman Melinda Keszthelyi |
| Mixed        | Kennevic Asuncion Kennie Asuncion | Andrés Corpancho Valeria Rivero      | José Antonio Crespo Yoana Martínez  |
| Mixed        | Kennevic Asuncion Kennie Asuncion | Andrés Corpancho Valeria Rivero      | Carlos Longo Laura Molina           |